# Соловецькі розстріли 1937–1938
Соловецькі розстріли 1937—1938 — масові розстріли соловецьких в'язнів. 16 серпня 1937 з'явилася спец. директива наркома внутрішніх справ СРСР М. Єжова № 59190:
«1. Із 25 серпня розпочати й у двомісячний термін закінчити операцію з репресування найбільш активних контрреволюційних елементів із числа утримуваних у тюрмах ГУДБ (Головного управління державної безпеки. — Авт.), засуджених за шпигунську, диверсійну, терористичну, повстанську і бандитську діяльність, а також членів антирадянських партій (троцькістів, есерів, грузмеків, дашнаків, ітихатистів, мусаватистів тощо) та інших контрреволюціонерів, які проводять в тюрмах ГУДБ активну антирадянську роботу.
У Соловецькій тюрмі ГУДБ репресуванню піддати також бандитів і карні елементи, які ведуть у тюрмі злочинну роботу.
2. Всі перераховані контингенти після розгляду їхніх справ на Трійках при УНКВС (Управліннях НКВС. — Авт.) підлягають розстрілу.
3. Вам для Соловецької тюрми затверджено для репресування 1200 осіб».
19 серпня 1937 ця директива надійшла в Ленінград (нині м. Санкт-Петербург), і начальник Управління НКВС по Ленінградській області РРФСР Л. Заковський передав її для виконання своєму заступникові В. Гаріну. У серпні та вересні керівництво й оперчекістська частина Соловецької тюрми підготували й передали в Ленінград 1116 довідок і тюремних справ на в'язнів, які підлягали розстрілу. Потім були складені «розстрільні» протоколи.
16 жовтня 1937 Л. Заковський надіслав заступникові начальника адміністративно-господарського управління Управління НКВС по Ленінградській області капітану державної безпеки М. Матвєєву розпорядження: «Предлагается осужденных Особой Тройкой УНКВД ЛО согласно прилагаемых к сему копий протоколов Тройки за № 81, 82, 83, 84 и 85 от 9, 10 и 14 октября с/г — ВСЕГО в количестве 1116 человек РАССТРЕЛЯТЬ. Для этой цели Вам надлежит немедленно выехать в г. Кемь и связавшись с Начальником Соловецкой тюрьмы ГУГБ Ст. Майором Госбезопасности т. Апетер, которому одновременно с этим даются указания о выдаче осужденных, — привести приговора в исполнение согласно данных Вам лично указаний.
Исполнение донесите, представив по возвращении акты».

## Перший розстріл
Розстріл першого тюремного етапу вчинено 27 жовтня — 4 листопада 1937. Цю каральну акцію провели на підставі рішення особливої трійки Управління НКВС по Ленінградській області (протоколи № 81—85). «Розстрільні» протоколи трійки Управління НКВС по Ленінградській області підписав Л. Заковський (справжнє ім'я — Генріх Штубіс). Усю 2-гу половину 1937 року він керував каральними акціями по Ленінградській області. Для цього створили особливу трійку під головуванням Л. Заковського. До неї входили 2-й секретар Ленінградського обкому ВКП(б) П. Смородін, обласний прокурор Б. Позерн. Діяла й особлива трійка при обласному Управлінні НКВС. У жовтні 1937-го Л. Заковський разом зі своїм заступником старшим майором держбезпеки В. Гаріним та прокурором Б. Позерном розпочав «чистку» Соловецької в'язниці особливого призначення ГУДБ НКВС СРСР (організовану з 20 лютого 1937).
Серед тих, кому винесли смертний вирок, була велика група в'язнів-українців (Микола Зеров, М. Куліш, Лесь Курбас, А. Крушельницький, Мирослав Ірчан (Баб'юк), С. Рудницький, М. І. Яворський та ін.). Українці перебували на особливому обліку в таборі та були предметом окремої уваги спецпідрозділів ГУЛАГу, таких як, скажімо, секретно-політичний відділ 3-ї частини 8-го Соловецького відділення Біломорсько-Балтійського комбінату НКВС. «УНКР» — цю абревіатуру, що означала «Украинская националистическая контрреволюция», можна зустріти на більшості службових секретних документів, пов'язаних із долями в'язнів-українців. Із початку 1937 року простежується прагнення табірного керівництва структурувати ті оцінки, думки, судження, що їх висловлювали в'язні у своєму середовищі. В одному з агентурних повідомлень від 23 лютого 1937 є такий висновок: «Стає очевидним, що в Кремлі (ідеться про центральну частину Соловецького монастиря. — Авт.) існує українська фашистська організація». В іншому агентурному повідомленні в березні 1937 року наголошувалося: «Видно, що існує якась група — частину її членів ми знаємо — що згуртувалась як внутрішня еміграція, і живе яскраво визначеним і глибоко вкоріненим фашистським духом». Фактичним імпульсом до розстрілів було те, що з весни 1937, внаслідок різних операцій НКВС (див. «Єжовщина»), у таборах опинилися 700—800 тис. осіб. Тож вирішили не лише залучити цих в'язнів до різних видів праці, а й водночас «почистити» табори. У багатьох соловчан терміни ув'язнення добігали кінця. Вихід на волю цих людей, засуджених переважно за політичними статтями, був небажаний для режиму. Тоді вирішили «розвантажити» табори, на чому активно наполягав новий нарком внутрішніх справ СРСР М. Єжов (призначений у вересні 1936). Рішення московського керівництва від серпня 1937 року одразу почали виконувати, розстрілявши щонайменше 30 тис. в'язнів. Для соловчан формально необхідно було створити нові справи, тепер уже табірні. Їх створили, поклавши в основу доноси табірних інформаторів. Збереглася складена навесні 1956 року довідка, що фіксує механізм, за яким здійснювалися репресивні акції проти соловецьких в'язнів: «На осіб, які знаходилися в ув'язненні в Соловецькій тюрмі чи Соловецьких ВТТ (виправно-трудових таборах. — Авт.), попереднє розслідування не проводилось, а за агентурними відомостями або за довідкою по старій слідчій справі виносилися на засідання Особливої трійки, яка й ухвалювала своє рішення». Ці матеріали стали основою для «розстрільних» протоколів. 1116 в'язнів вивезли в урочище Сандармох під Медвеж'єгорськом (нині місто Республіки Карелія, РФ), фактично там знищено 1111 осіб. У кожній тюремній справі є документи за підписом капітана держбезпеки М. Матвєєва, заступника начальника адміністративно-господарської частини Управління НКВС по Ленінградській області. Він особисто (іноді за допомогою помічника коменданта Управління НКВС по Ленінградській обл. Г. Алафера) в урочищі Сандармох (за протоколами № 81—85) щодня розстрілював по 200—250 в'язнів. Згодом сам М. Матвєєв був репресований, однак не за політичними обвинуваченнями.

## Розстріли в грудні 1937 і в лютому 1938 р.
Ще 509 соловецьких в'язнів, засуджених за протоколами № 134, 198, 199, 303 засідання особливої трійки Управління НКВС по Ленінградській обл., були знищені в грудні 1937. Цих в'язнів, серед яких також було чимало відомих українців, розстріляли в Ленінградській області: за однією з версій — на пустищі Койранкангас під Токсово (нині селище міського типу Ленінградської області, РФ), за пізнішою версією — в районі м. Лодєйне Поле. Акти про виконання вироків цього разу підписав комендант Управління НКВС по Ленінградській області О. Полікарпов. Останню групу соловчан-в'язнів за протоколом № 303 від 14 лютого 1938 засідання особливої трійки Управління НКВС по Ленінградської області розстріляли на Соловках — можливо, в районі «командировки» Ісаково (зазначена дата розстрілу — 17 лютого). Підписав документи про розстріл заступник начальника 10-го відділу ГУДБ майор державної безпеки Микола (Лука) Антонов (Грицюк).

## «Чистки» катів
Невдовзі розпочалися «чистки» тих, чиїми руками чинилися злочини. 16 квітня 1938 Л. Заковського усунули з усіх посад у НКВС, через 4 дні призначили начальником будівництва Куйбишевського гідровузла, а ще через дев'ять днів заарештували. 29 серпня 1938 Військова колегія Верховного суду СРСР засудила Л. Заковського до найвищої кари. Вирок виконано того самого дня. Були знищені і його найближчі родичі. Те саме можна сказати і про ще одного виконавця соловецького злочину — І. Апетера. Він, перед тим, як стати начальником Соловецької тюрми (1934), працював начальником Санітарно-курортного відділу НКВС СРСР. Невдовзі після розстрільної акції, 26 грудня 1937, його звільнили з органів НКВС, а 22 серпня 1938 засудили до найвищої кари. Помічника начальника Соловецької тюрми особливого призначення П. Раєвського звільнили з посади в жовтні 1938-го. Відтоді він працював начальником Новочеркаської в'язниці НКВС. 10 листопада 1939 року заарештований. За даними російського дослідника Анатолія Разумова, П. Раєвського не страчено, він помер власною смертю 1967 року в Пензенській області Росії. О. Полікарпов після арешту М. Матвєєва написав передсмертного листа й застрелився. М. Антонов (Грицюк) 23 жовтня 1938 року заарештований і 22 лютого 1939-го страчений.

## Вшанування пам'яті розстріляних
Тривалий час доля соловецьких в'язнів залишалася невідомою. 1 липня 1997 члени Петербурзького науково-інформаційного центру «Меморіал» розпочали перші розкопки в урочищі Сандармох.
22 серпня 1998 тут споруджено пам'ятник жертвам політичних репресій.
Щорічно 5 серпня в Сандармосі проходять дні пам'яті, участь у яких беруть представники України.